# Kostel svatého Vojtěcha (Otrokovice)
Kostel svatého Vojtěcha je kostel ve městě Otrokovice ve Zlínském kraji. Je farním kostelem římskokatolické farnosti Otrokovice.

## Historie
Pokusy o stavbu nového kostela v Otrokovicích probíhaly již během první republiky. Například roku 1934 Vladimír Karfík navrhl konstruktivistickou budovu kostela, bohužel byla tato stavba realizována ve slovenských Baťovanech. V sedmdesátých letech 20. století byly tyto snahy obnoveny.

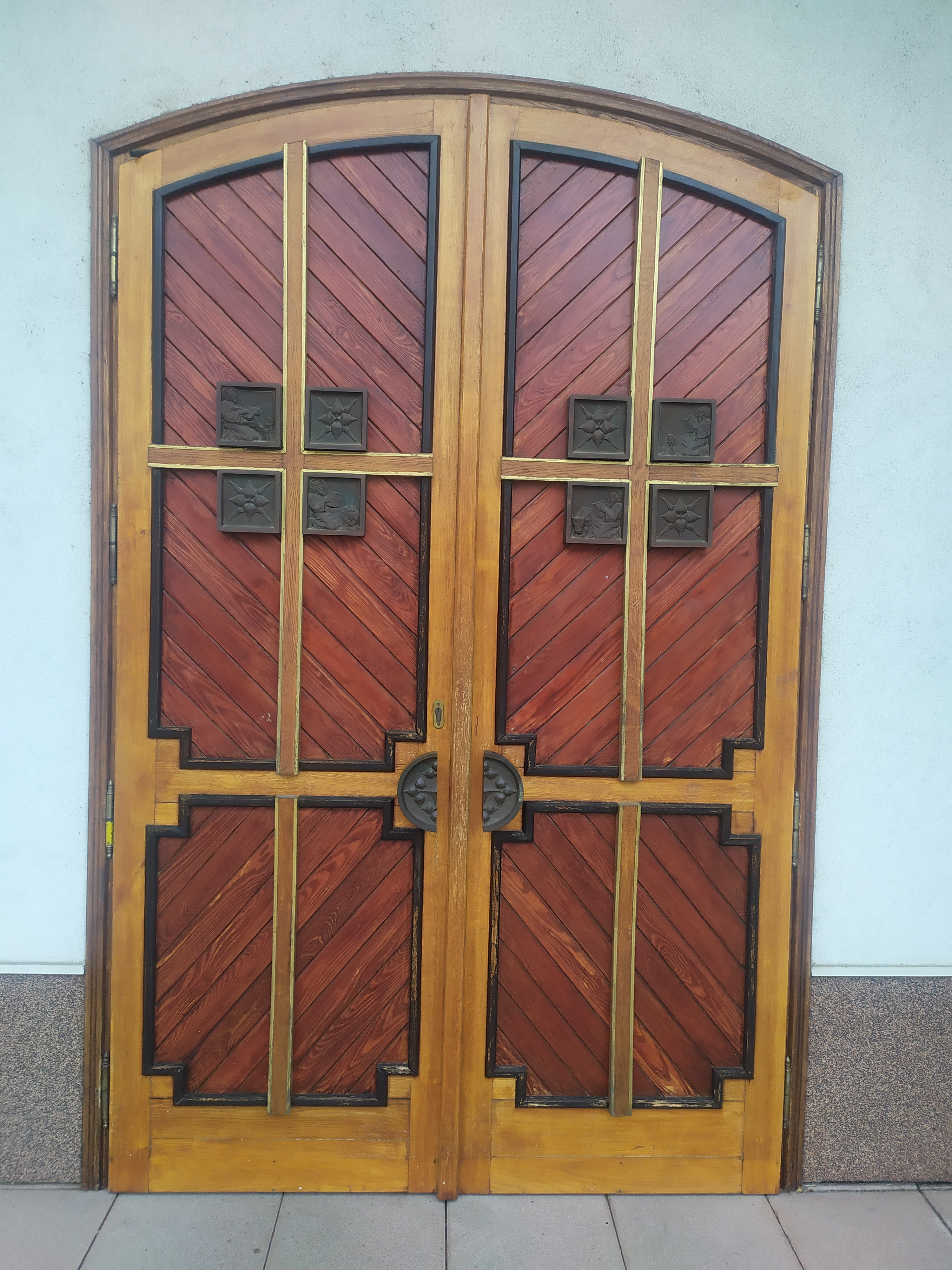
Vstupní dveře kostela svatého Vojtěcha

V říjnu 1989 se na podnět faráře Vojtěcha Šímy sešla farní rada a bylo rozhodnuto pokusit se o stavbu nového kostela. Následující měsíce probíhala jednání s arcibiskupstvím, ministerstvem kultury atd. Kostel byl stavěn v letech 1992 až 1995 podle návrhu architekta Mojmíra Korvase. O stavbu se mimořádně zasloužil tehdejší farář Vojtěch Šíma a vedoucí prací Josef Vyoral. Základní kámen kostela požehnal sv. Jan Pavel II.

## Popis
Silueta kostela symbolizuje sepjaté ruce mířící k nebi. Na čelní stěně kostela nalezneme křížovou cestu, v bočních výklencích pak dřevěné sochy svaté Anežky, svatého Jana Bosca, svatého Jana Pavla II. a svaté Zdislavy.

### Zvony
Kostel má ve zvonici zavěšené tři zvony:
- svatý Cyril a Metoděj
- svatý Michael
- svatý Vojtěch